# Soetra neti
Soetra neti is een kriya in hatha yoga. Neti is de yogawijze van de interne reiniging van de neus en is een van de zes shatkarma's. Van kriya's wordt beweerd, dat ze het lichaam reinigen door het prikkelen van de afscheidingsmechanismen van het lichaam.
Soetra neti is een proces, waarbij een doekdraad door de neus naar de mond wordt geleid en heen en weer wordt getrokken om de neus te reinigen.
Kriya's zijn in het algemeen omstreden en sommige kunnen gevaarlijk zijn. Zowel in India als in het Westen zijn er yogascholen die de reinigingstechnieken wel en die ze niet uitoefenen en verschillen de meningen of de kriya's in de huidige tijd nog van waarde zijn.